# 阿拉巴斯特鎮區 (密歇根州)
阿拉巴斯特鎮區（英語：Alabaster Township）是位於美國密歇根州艾奧斯科縣的一個行政鎮區。

## 地方資料
阿拉巴斯特鎮區的面積為57.40平方千米，當中陸地面積為57.40平方千米，而水域面積為0.00平方千米。根據2020年美國人口普查的數據，當地共有人口424人，而人口密度為每平方千米7.39人。